# 第三セントラル
第三セントラル（だいさんセントラル）は、セントラルフェリーが運航していたフェリー。

## 概要
セントラルフェリーの第三船として金指造船所で建造され、1971年7月28日に就航した。
本船の就航により、川崎 - 大阪航路の運航が開始された。
1972年2月16日、神戸航路、大阪航路が減便により隔日運航となり、第二セントラル、第五セントラルとともに係船された。
その後、海外売船され、アルジェリアで就航した。

### 航路
セントラルフェリー
- 川崎港 - 神戸港（東神戸フェリーセンター）
- 川崎港 - 大阪港

## 設計
セントラルフェリーが建造した5隻のフェリーのうち唯一金指造船所で建造された。先に建造された第一セントラル、第二セントラルと船型は類似しているが、上部構造やファンネルの形状、配置が異なる。

## 船内

### 船室
- 特等室（2名×4室）[3]
- 一等室（4名×6室・6名×2室）[3]
- 二等室（490名）[3]
- ドライバー室（58名・内14名和室）[3]